# La légende de Polichinelle
La légende de Polichinelle è un cortometraggio del 1907 diretto da Lucien Nonguet e Albert Capellani.

## Trama
Polichinelle salva la sua ragazza da una banda di aristocratici decadenti che l'hanno trasformata in una bambola meccanica.

## Location
- Gli esterni del film sono stati girati al castello di Pierrefonds in Francia.[1]

## Conosciuto anche come
- Austria: Geschichten über Hanswurst
- Germania: Kasperles Erlebnisse
- Francia (titolo alternativo): La vie de Polichinelle
- USA: Harlequin's Story